# Ana Redondo García
Ana Redondo García   (Valladolid, 16 de juliol de 1966) és una política espanyola. És doctora en Dret Constitucional per la Universitat de Valladolid. Membre del PSOE ha estat regidora i tinent d'alcaldessa de l'Ajuntament de Valladolid i membre de les Corts de Castellà i Lleó. Al novembre de 2023, va ser nomenada ministra d'Igualtat del govern d'Espanya en substitució d'Irene Montero.